# Clásico General Luis María Campos
El Clásico General Luis María Campos es una carrera clásica para potrancas que se disputa en el Hipódromo Argentino de Palermo, sobre 1600 metros de pista de arena y convoca exclusivamente a hembras de 3 años. Está catalogado como un certamen de Grupo 2 en la escala internacional y dentro del calendario del proceso selectivo es tradicionalmente la principal carrera preparatoria del Gran Premio Polla de Potrancas.
Se disputa regularmente en el mes de agosto y lleva su nombre en homenaje al militar argentino Luis María Campos. 
Su equivalente para machos es el Clásico Miguel Cané.

## Últimas ganadoras del Campos
| Año  | Ganador      | País | Jockey              | País | Padre            | País | Madre             | País | Criador                               | Caballeriza         | Colores            |
| ---- | ------------ | ---- | ------------------- | ---- | ---------------- | ---- | ----------------- | ---- | ------------------------------------- | ------------------- | ------------------ |
| 2019 | Evincing     |      | Juan Carlos Noriega |      | Equal Stripes    |      | Evindim           |      | Haras Abolengo                        | Alegría             | Horse racing silks |
| 2018 | Joy Nidera   |      | Fabricio Barroso    |      | Fortify          |      | Stormy Nimble     |      | Haras La Biznaga                      | La Biznaga          | Horse racing silks |
| 2017 | Equal Roses  |      | Juan Carlos Noriega |      | Equal Stripes    |      | Forty Rose        |      | Haras Don Yayo                        | Don Yayo            | Horse racing silks |
| 2016 | Kononkop     |      | Altair Domingos     |      | Pure Prize       |      | Korea             |      | Haras La Providencia                  | La Providencia      | Horse racing silks |
| 2015 | Amy B Key    |      | Rodrigo Blanco      |      | Key Deputy       |      | Tatiana Cat       |      | Haras El Alfalfar                     | Clara Manuel        | Horse racing silks |
| 2014 | Kalithea     |      | Altair Domingos     |      | Exchange Rate    |      | Katherine's Halo  |      | Haras Santa Inés                      | Santa Inés          | Horse racing silks |
| 2013 | City Tune    |      | Juan Carlos Noriega |      | Easing Along     |      | La Laurita        |      | Haras Abolengo                        | A.J.M.              | Horse racing silks |
| 2012 | Tarsilia     |      | Pablo Falero        |      | Roman Ruler      |      | Trilógica         |      | Haras Vacación                        | Vacación            | Horse racing silks |
| 2011 | Balada Sale  |      | Pablo Falero        |      | Not For Sale     |      | La Balada         |      | Haras Vacación                        | Vacación            | Horse racing silks |
| 2010 | Studentessa  |      | Francisco Corrales  |      | High Yield       |      | Student Body Pres |      | Haras La Quebrada                     | Cheche              | Horse racing silks |
| 2009 | Paris Queen  |      | Abel Giorgis        |      | Seeking Daylight |      | Uppish Queen      |      | Haras M & M                           | Haras M. & M. S.A.  | Horse racing silks |
| 2008 | Aicega       |      | Jorge Ricardo       |      | Slew Gin Fizz    |      | Odalita           |      | Haras Rodeo Chico                     | Rin                 | Horse racing silks |
| 2007 | Linda May    |      | Juan Carlos Noriega |      | Honour and Glory |      | Candyku           |      | Haras de La Pomme                     | La Pomme            | Horse racing silks |
| 2006 | Samba Reggae |      | Jorge Ricardo       |      | Mutakddim        |      | Rapper            |      | Haras La Quebrada                     | Bonaventura         | Horse racing silks |
| 2005 | Stormy Kiss  |      | Juan Carlos Noriega |      | Bernstein        |      | Shy Besada        |      | Haras La Biznaga                      | La Biznaga          | Horse racing silks |
| 2004 | Nominadora   |      | Damián Ramella      |      | Kitwood          |      | November Maiden   |      | Haras Vacación                        | M. de G.            | Horse racing silks |
| 2003 | Marrusa      |      | Juan Carlos Noriega |      | Slew Gin Fizz    |      | Vatra             |      | Haras Rodeo Chico                     | Rodeo Chico         | Horse racing silks |
| 2002 | La Danzadora |      | Juan Carlos Noriega |      | El Sembrador     |      | Tough Dancer      |      | Atilena S.C.A.                        | Andrea E.           | Horse racing silks |
| 2001 | Blondine     |      | Juan Carlos Noriega |      | Luhuk            |      | Blond Toss        |      | Haras La Quebrada                     | Camelias Mercedinas | Horse racing silks |
| 2000 | Miss Linda   |      | Jorge Valdivieso    |      | Southern Halo    |      | Miss Peggy        |      | Haras La Quebrada                     | Triunvirato         | Horse racing silks |
| 1999 | Lovellon     |      | Cristian Villabona  |      | Potrillón        |      | Helen D.          |      | Haras La Madrugada                    | P.G.R.              | Horse racing silks |
| 1998 | Guard Critic |      | Jacinto Herrera     |      | Tough Critic     |      | Gardienne         |      | Paulette Berges Rousey y Héctor Villa | Rincón de Fe        | Horse racing silks |
| 1997 | Instintiva   |      | Pablo Falero        |      | Intérprete       |      | Tan Diestra       |      | Haras El Paraíso                      | Los Patrios         | Horse racing silks |
| 1996 | Potribag     |      | Jacinto Herrera     |      | Potrillazo       |      | Bagdad Dancer     |      | Haras La Madrugada                    | Tori                | Horse racing silks |
| 1995 | Different    |      | Juan José Paulé     |      | Candy Stripes    |      | Diferente         |      | Haras Abolengo                        | Alto Verde          | Horse racing silks |